# Salmson

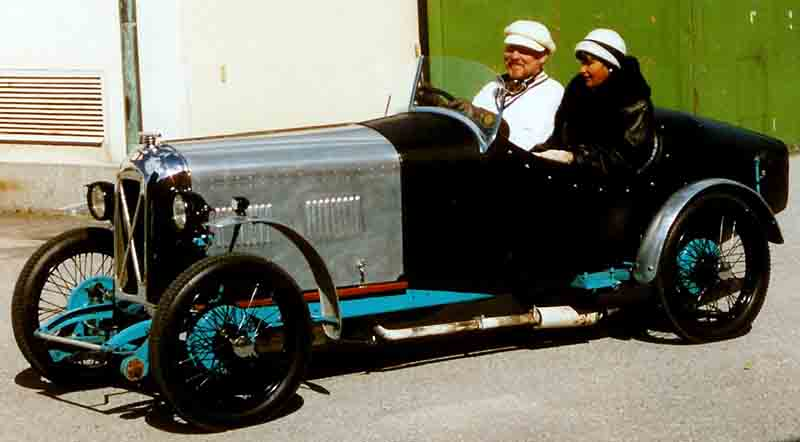
Salmson 9½ HP Grand Prix 2-Seater Sports 1928.

Salmson eg. Societé des Moteurs Salmson är en fransk pump, bil, och flygmotorfabrik.
Företaget bildades 1890 av Émile Salmson för tillverkning av en rad mekaniska produkter, bland annat ångpannor, pumpar och efter sekelskiftet flygplan från 1920 även bilar. Som konstruktörer anlitades George Canton. Salmson anställde den svenske ingenjören Georg Unné som avancerade till kommersiell direktör. När Salmson avled 1917 övertog Unné ledningen för företaget. Några av företagets produkter har varit med om olika rekordhändelser 1911 genomfördes den första postflygningen från Allahabad till Naini i Indien med ett flygplan utrustat med en Salmson motor. Maryse Bastié blev genom sin flygning från Le Bourget till Moskva 1931 i en Salmson single-seater världsrekordhållare i distansflygning för kvinnliga piloter. På trettiotalet licenstillverkades modellen S4C av ett utbrutet brittiskt bolag: British Salmson. Efter att man 1953 lanserat två nya bilmodeller La Randonnée och sportbilen 2300 S tvingades man rekonstruera om företaget. 1957 tvingades man stänga bilfabriken i Billancourt. Samma år på vintern vann man 24-timmarsloppet på Le Mans med en 2300 S i GT-klassen.